# Temelucha
Temelucha är ett släkte av steklar som beskrevs av Förster 1869. Temelucha ingår i familjen brokparasitsteklar.

## Dottertaxa tillTemelucha, i alfabetisk ordning[1][2]
- Temelucha afghana
- Temelucha africana
- Temelucha alachuana
- Temelucha albipennis
- Temelucha ammophila
- Temelucha anatolica
- Temelucha angulata
- Temelucha annulata
- Temelucha anomala
- Temelucha apicalis
- Temelucha arenaria
- Temelucha arenosa
- Temelucha arenosella
- Temelucha argentea
- Temelucha aristoteliae
- Temelucha arogae
- Temelucha asperata
- Temelucha astatica
- Temelucha australiensis
- Temelucha bakeri
- Temelucha basimacula
- Temelucha basiornata
- Temelucha bella
- Temelucha berkeleyensis
- Temelucha bernardina
- Temelucha biguttula
- Temelucha bimacula
- Temelucha boops
- Temelucha brevicauda
- Temelucha brevinervis
- Temelucha brevipetiola
- Temelucha brevipetiolata
- Temelucha brevix
- Temelucha cariniscutis
- Temelucha carolinensis
- Temelucha carpocapsae
- Temelucha cassiana
- Temelucha caudata
- Temelucha chilonis
- Temelucha clarkei
- Temelucha coarctata
- Temelucha coloradana
- Temelucha columbiana
- Temelucha concava
- Temelucha confluens
- Temelucha confusa
- Temelucha connata
- Temelucha conspicua
- Temelucha contracta
- Temelucha cookii
- Temelucha coquilletti
- Temelucha corsicator
- Temelucha crassa
- Temelucha crepera
- Temelucha curtipetiolata
- Temelucha cushmani
- Temelucha cycnea
- Temelucha cylindrator
- Temelucha cymosa
- Temelucha dakotae
- Temelucha dannix
- Temelucha decorata
- Temelucha depressariae
- Temelucha deserticola
- Temelucha difficilis
- Temelucha diminuta
- Temelucha discoidalis
- Temelucha disjuncta
- Temelucha dorsonigra
- Temelucha dragooniana
- Temelucha ejuncida
- Temelucha electella
- Temelucha elongata
- Temelucha eremica
- Temelucha etiellae
- Temelucha evetriae
- Temelucha exilis
- Temelucha exserta
- Temelucha facilis
- Temelucha falcata
- Temelucha ferruginea
- Temelucha flaviceps
- Temelucha flavida
- Temelucha forbesi
- Temelucha frigida
- Temelucha fulvescens
- Temelucha fumikoae
- Temelucha fuscalata
- Temelucha fuscicornis
- Temelucha genalis
- Temelucha glomerata
- Temelucha gracilipes
- Temelucha gracilis
- Temelucha grahamica
- Temelucha grapholithae
- Temelucha guttifer
- Temelucha hamiltonensis
- Temelucha hastata
- Temelucha hatterasica
- Temelucha helvola
- Temelucha hilux
- Temelucha hirsuta
- Temelucha incisa
- Temelucha incognita
- Temelucha indica
- Temelucha inflata
- Temelucha interruptor
- Temelucha japonica
- Temelucha javana
- Temelucha jurvix
- Temelucha kanamitsui
- Temelucha kanensis
- Temelucha kerrichi
- Temelucha kusaiensis
- Temelucha lanceolata
- Temelucha lasseni
- Temelucha latimaculata
- Temelucha lauta
- Temelucha longicauda
- Temelucha lucida
- Temelucha lucidator
- Temelucha lucubrata
- Temelucha lutea
- Temelucha machaera
- Temelucha macilenta
- Temelucha mainensis
- Temelucha maluensis
- Temelucha manifesta
- Temelucha marfensis
- Temelucha maritima
- Temelucha marocator
- Temelucha marylandica
- Temelucha melanopsammae
- Temelucha meridionellator
- Temelucha mexicana
- Temelucha minima
- Temelucha minnesotae
- Temelucha minor
- Temelucha minuta
- Temelucha mohelnensis
- Temelucha monoensis
- Temelucha monticola
- Temelucha morongana
- Temelucha mortua
- Temelucha mucronata
- Temelucha multipunctata
- Temelucha munda
- Temelucha nagatomii
- Temelucha nana
- Temelucha neojerseiensis
- Temelucha neomexicana
- Temelucha nevadica
- Temelucha nigerrima
- Temelucha nigrita
- Temelucha nigromaculata
- Temelucha nivalis
- Temelucha notata
- Temelucha notaulata
- Temelucha notialis
- Temelucha novaconcordica
- Temelucha novascotiae
- Temelucha noveboracensis
- Temelucha obliqua
- Temelucha observator
- Temelucha occidua
- Temelucha ocellaris
- Temelucha ontariana
- Temelucha ophthalmica
- Temelucha pagliani
- Temelucha palauensis
- Temelucha palmi
- Temelucha parvula
- Temelucha persicator
- Temelucha pestifer
- Temelucha philippinensis
- Temelucha pholisorae
- Temelucha picta
- Temelucha picticollis
- Temelucha pictilis
- Temelucha platensis
- Temelucha platynotae
- Temelucha presidiana
- Temelucha protrusa
- Temelucha pseudocaudata
- Temelucha pterophori
- Temelucha quebecensis
- Temelucha quintilis
- Temelucha recta
- Temelucha recurvata
- Temelucha retiferanae
- Temelucha rhyacioniae
- Temelucha rotunda
- Temelucha rufescens
- Temelucha ruficeps
- Temelucha ruttax
- Temelucha salicicola
- Temelucha sannio
- Temelucha schoenobia
- Temelucha scutata
- Temelucha siccata
- Temelucha sierrae
- Temelucha signata
- Temelucha sinuata
- Temelucha solidula
- Temelucha sonorae
- Temelucha speciosa
- Temelucha spectabilis
- Temelucha stangli
- Temelucha subnasuta
- Temelucha subsignata
- Temelucha szepligetii
- Temelucha tenerifensis
- Temelucha tetonica
- Temelucha thoracica
- Temelucha tibialis
- Temelucha timberlakei
- Temelucha tobiasi
- Temelucha torrida
- Temelucha tricolorata
- Temelucha tuberculata
- Temelucha turcata
- Temelucha uchiyamai
- Temelucha undulata
- Temelucha upsilon
- Temelucha variipes
- Temelucha variventris
- Temelucha vernalis
- Temelucha wisconsinensis
- Temelucha vitellina
- Temelucha xerophila
- Temelucha yapensis